# Makabayan
Il Makabayan, il cui nome completo è Makabayang Koalisyon ng Mamamayan (in italiano "Coalizione patriottica del popolo"), è la coalizione filippina formatasi tra i maggiori partiti di sinistra del Paese.
Costituita ufficialmente il 16 aprile 2009 da un'iniziativa del Bagong Alyansang Makabayan, è composta da formazioni politiche quali il Bayan Muna, l'Alliance of Concerned Teachers (ACT-Teachers), l'Anakpawis, il Partito delle donne di Gabriela e il Kabataan.
Affiliata al Partito Comunista di Jose Maria Sison e al Fronte Democratico Nazionale, l'alleanza è stata definita dallo stesso Sison come la "forza democratica legittima" dell'insurrezione comunista nell'arcipelago.
A seguito delle elezioni parlamentari del 2019 è presente nel parlamento filippino con 6 membri.

## Risultati elettorali
| Anno           | Voti      | Seggi   | +/- | Status      | Note  |
| -------------- | --------- | ------- | --- | ----------- | ----- |
| Politiche 2016 | 3 822 909 | 7 / 297 |     | Opposizione |       |
| Politiche 2019 | 2 236 155 | 6 / 305 | 1   | Opposizione | [ 3 ] |